# Impero. Viaggio nell'Impero di Roma seguendo una moneta
Impero. Viaggio nell'impero di Roma seguendo una moneta è un saggio scritto da Alberto Angela nel 2010. Come scrive l'autore, il libro è la naturale prosecuzione di Una giornata nell'antica Roma, che si conclude con il libro Amore e sesso nell'antica Roma, pubblicato due anni dopo. Similmente al libro precedente, l'autore spiega molti aspetti della vita della popolazione dell'Impero Romano, usando come espediente il viaggio di una moneta, che passando di mano in mano (fin dalla sua creazione nella zecca di stato dell'antica capitale dell'Impero), viaggia nelle varie province, facendo scoprire al lettore molte curiosità sulla cultura e sulla vita dei Romani. 

## Edizioni
- Alberto Angela, Impero: viaggio nell'Impero di Roma seguendo una moneta, Roma; Rai Eri; Mondadori, Milano 2010
- Alberto Angela, Impero: viaggio nell'Impero di Roma seguendo una moneta, legge: Manuel Masiero, Centro Internazionale del Libro Parlato, Feltre 2011
- Alberto Angela, Impero: viaggio nell'impero di Roma seguendo una moneta, Roma: Rai ERI; Oscar Mondadori, Milano 2016